# 放送事業者
放送事業者（ほうそうじぎょうしゃ）とは、放送を行う者である。また、放送事業者が放送の用に供する無線局が放送局である。

## 定義

### 放送法による定義
2011年（平成23年）6月30日に施行された改正放送法第2条第26号に「基幹放送事業者及び一般放送事業者」を放送事業者と定義している。
- 放送法の改正前は　「電波法の規定により放送局の免許を受けた者（受信障害対策中継放送を行うものを除く。）及び委託放送事業者及び第9条第1項第2号に規定する委託国内放送業務又は委託協会国際放送業務を行う場合における協会」と定義されていた。これは、放送局の免許を持つ事業者と受託放送事業者に委託して放送を行う民間事業者および特殊法人日本放送協会のことであり、無線通信によるものに限定されていた。有線電気通信によるものは放送法に規定する放送ではなかったことによる。

「協会」とは日本放送協会を指す。

#### 基幹放送事業者
電波法の規定により放送をする無線局に専らまたは優先的に割り当てられるものとされた周波数を使用する放送を行う者である。
基幹放送事業者としての地位を確立する根拠となる法律により区分される。
- 認定基幹放送事業者
  - 放送法の規定による。
- 特定地上基幹放送事業者
  - 電波法の規定による。

認定基幹放送事業者は無線局を保有しないので電波法の規制を受けない。

#### 一般放送事業者
基幹放送事業者以外の放送事業者をいう。
伝送媒体の種類により次のように区分される。
- 衛星一般放送事業者
- 有線一般放送事業者
- 地上一般放送事業者

また、種類及び規模により登録又は届出を要する。
かつての「一般放送事業者」は、いわゆる民間放送事業者のことであり、放送法改正により大きく定義を変えることとなった。

### 著作権法における定義
著作権法において放送事業者は「放送を業として行う者」、有線放送事業者は「有線放送を業として行う者」とそれぞれ定義している（著作権法第2条第1項第9号および第9号の3）。

### その他の法律における定義
放送法及び著作権法以外の法律に拠るものには、有線テレビジョン放送法に規定する有線テレビジョン放送事業者と電気通信役務利用放送法に規定する電気通信役務利用放送事業者があったが、これらの法律が改正放送法に統合され、有線一般放送事業者または衛星一般放送事業者にみなされた。

### その他の定義
基幹放送普及計画や基幹放送用周波数使用計画などの総務省告示、情報通信白書や「ケーブルテレビの現状」などの総務省文書、つまり総務省情報流通行政局所管事項において、基幹放送事業者または登録一般放送事業者を日本放送協会、放送大学学園、民間事業者の三種類に分類している。
この場合、民間放送事業者に国、地方自治体またはこれらに準ずる公共団体が開設したものも含まれることになる。

## 免許の承継
かつての放送事業者（委託放送事業者を除く。）は、電波法の規定により免許を受けている免許人であった。
この免許人の地位は、電波法が制定された当時は相続又は合併があった場合のみに承継することができた。
しかし、商法等の一部を改正する法律の施行に伴う関係法律の整備に関する法律（平成12年法律第91号）による改正で会社分割した場合、電波法の一部を改正する法律（平成12年法律第109号）による改正で事業譲渡した場合にも承継することができることとなった。
これらの法律の施行日である2000年（平成12年）11月30日以降にコミュニティ放送事業者（および2011年6月30日以降は受信障害対策中継放送事業者）を除く特定地上基幹放送事業者（従前は、地上系による放送を行う放送事業者）の免許の承継は、次表の通りである。
2021年（令和3年）4月1日現在
| 年月日                   | 種別     | 分割・譲渡会社       | 承継会社                                               |
| ------------------------ | -------- | -------------------- | ------------------------------------------------------ |
| 2001年(平成13年)10月1日  | 吸収分割 | 東京放送             | ティ・ビー・エス・ラジオ・アンド・コミュニケーションズ |
| 2003年(平成15年)10月1日  | [ 注 3 ] | 放送大学学園         | 放送大学学園                                           |
| 2005年(平成17年)10月1日  | 事業譲渡 | 札幌テレビ放送       | STVラジオ                                              |
| 2006年(平成18年)4月1日   | 新設分割 | ニッポン放送         | ニッポン放送                                           |
| 2008年(平成20年)7月1日   | 吸収分割 | エフエム九州         | CROSS FM                                               |
| 2008年(平成20年)10月1日  | 新設分割 | フジテレビジョン     | フジテレビジョン                                       |
| 2009年(平成21年)04月1日  | 吸収分割 | 東京放送             | TBSテレビ                                              |
| 2010年(平成22年)10月1日  | 事業譲渡 | Kiss-FM KOBE         | 兵庫エフエム放送                                       |
| 2011年(平成23年)1月1日   | 吸収分割 | 九州国際エフエム     | 天神エフエム（後「ラブエフエム国際放送」に商号変更）   |
| 2012年(平成24年)4月1日   | 事業譲渡 | 関西インターメディア | FM802                                                  |
| 2012年(平成24年)10月1日  | 吸収分割 | 日本テレビ放送網     | 日本テレビ分割準備                                     |
| 2013年(平成25年)4月1日   | 吸収分割 | 中部日本放送         | CBCラジオ                                              |
| 2014年(平成26年)3月1日   | 事業譲渡 | 岐阜エフエム放送     | エフエム岐阜                                           |
| 2014年(平成26年)4月1日   | 吸収分割 | テレビ朝日           | テレビ朝日分割準備                                     |
| 2014年(平成26年)4月1日   | 吸収分割 | 中部日本放送         | CBCテレビ分割準備                                      |
| 2016年(平成28年)4月1日   | 吸収分割 | RKB毎日放送          | RKB毎日分割準備                                        |
| 2016年(平成28年)11月30日 | 会社分割 | InterFM              | Radio NEO                                              |
| 2017年(平成29年)4月1日   | 吸収分割 | 毎日放送             | 毎日放送分割準備                                       |
| 2018年(平成30年)4月1日   | 吸収分割 | 朝日放送             | 朝日放送ラジオ分割準備会社                             |
| 2018年(平成30年)4月1日   | 吸収分割 | 朝日放送             | 朝日放送テレビ分割準備会社                             |
| 2019年(平成31年)4月1日   | 吸収分割 | 山陽放送             | 山陽放送分割準備                                       |
| 2021年(令和3年)4月1日    | 吸収分割 | 毎日放送             | 毎日放送ラジオ分割準備                                 |

## 災害報道との関係
放送事業者はマスメディアの中でも主要な報道機関であるとともに法律によって防災機関としての位置付けもなされている。放送法の規定及び災害対策基本法、国民保護法などによる指定公共機関としての指定に基づいた災害報道が求められる。
とりわけ国民保護法にて義務付けられている有事の場合に際しては武力攻撃鎮圧及び被害拡大につながりかねない報道については一定のメディア規制を受けるものの、自主性の尊重を原則としつつ、国に対して報道を通じて国民保護のために必要な情報提供を行うことが求められる。このことをもって、報道統制（報道の自由の侵害、戦前の翼賛報道）につながりかねないという議論もある。
1961年（昭和36年）に成立した災害対策基本法に基づく諸般の計画では、行政がマスコミと協定を結び協力して災害報道を行うことになっており、国民保護法において政府と報道機関の関係については、今後議論が必要となろう。

### 防災機関・指定公共機関という位置付け

#### 放送法（関連部分のみ抜粋）
- 第108条　基幹放送事業者は国内基幹放送等を行うにあたり、暴風、豪雨、地震、大規模な火事その他による災害が発生し、または発生するおそれがある場合には、その発生を予防し、またはその被害を軽減するため役立つ放送をするようにしなければならない。

#### 災害対策基本法（関連部分のみ抜粋）
- 第2条第5号
  - 指定公共機関　独立行政法人（独立行政法人通則法（平成11年法律第103号）第2条第1項に規定する独立行政法人をいう。）、日本銀行、日本赤十字社、日本放送協会その他の公共的機関及び電気、ガス、輸送、通信その他の公益的事業を営む法人で、内閣総理大臣が指定するものをいう。
- 第2条第6号
  - 指定地方公共機関　地方独立行政法人（地方独立行政法人法 （平成15年法律第118号）第2条第1項に規定する地方独立行政法人をいう。）及び港湾法 （昭和25年法律第218号）第4条第1項の港務局、土地改良法 （昭和24年法律第195号）第5条第1項 の土地改良区その他の公共的施設の管理者並びに都道府県の地域において電気、ガス、輸送、通信その他の公益的事業を営む法人で、当該都道府県の知事が指定するものをいう。
- 第55条 　都道府県知事は、法令の規定により、気象庁その他の国の機関から災害に関する予報若しくは警報の通知を受けたとき、又は自ら災害に関する警報をしたときは、法令又は地域防災計画の定めるところにより、予想される災害の事態及びこれに対してとるべき措置について、関係指定地方行政機関の長、指定地方公共機関、市町村長その他の関係者に対し、必要な通知又は要請をするものとする。
- 第56条第1項 　市町村長は、法令の規定により災害に関する予報若しくは警報の通知を受けたとき、自ら災害に関する予報若しくは警報を知つたとき、法令の規定により自ら災害に関する警報をしたとき、又は前条の通知を受けたときは、地域防災計画の定めるところにより、当該予報若しくは警報又は通知に係る事項を関係機関及び住民その他関係のある公私の団体に伝達しなければならない。この場合において、必要があると認めるときは、市町村長は、住民その他関係のある公私の団体に対し、予想される災害の事態及びこれに対してとるべき避難のための立退きの準備その他の措置について、必要な通知又は警告をすることができる。
- 第57条 　前二条の規定による通知、要請、伝達又は警告が緊急を要するものである場合において、その通信のため特別の必要があるときは、都道府県知事又は市町村長は、他の法律に特別の定めがある場合を除くほか、政令で定めるところにより、電気通信事業法 （昭和59年法律第86号）第2条第5号に規定する電気通信事業者がその事業の用に供する電気通信設備を優先的に利用し、若しくは有線電気通信法（昭和28年法律第96号）第3条第4項第4号に掲げる者が設置する有線電気通信設備若しくは無線設備を使用し、又は放送法 （昭和25年法律第132号）第2条第23号に規定する基幹放送事業者に放送を行うことを求め、若しくはインターネットを利用した情報の提供に関する事業活動であつて政令で定めるものを行う者にインターネットを利用した情報の提供を行うことを求めることができる。

#### 国民保護法（関連部分のみ抜粋）
正式な法律名を「武力攻撃事態等における国民の保護のための措置に関する法律」と言う。
- 第7条の2　国及び地方公共団体は、放送事業者（放送法（昭和25年法律第132号）第2条第26号の放送事業者をいう。以下同じ。）である指定公共機関及び指定地方公共機関が実施する国民の保護のための措置については、その言論その他表現の自由に特に配慮しなければならない。
- 第8条の2　国、地方公共団体並びに指定公共機関及び指定地方公共機関は、国民の保護のための措置に関する情報　については、新聞、放送、インターネットその他の適切な方法により、迅速に国民に提供するよう努めなければならない。
- 第50条　放送事業者である指定公共機関及び指定地方公共機関は、第45条第2項または第46条の規定による通知を受けたときは、それぞれその国民の保護に関する業務計画で定めるところにより、速やか　に、その内容を放送しなければならない。
- 第51条　対策本部長は、警報の必要がなくなったと認めるときは、当該警報を解除するものとする。
- 第101条　第50条の規定は、放送事業者である指定公共機関または指定地方公共機関が前条第一項の規定による通知を受けた場合について準用する。

### 指定公共機関たる基幹放送事業者
国民保護法施行令では次のように定められている。
- 第3条
  - 21　日本放送協会
  - 40　内閣総理大臣の指定して公示するもの
- 内閣総理大臣指定公示[1]（2021年4月1日改正時、県域放送の民間放送とFM局は指定公示されていない）
  - 107 朝日放送テレビ株式会社
  - 108 株式会社CBCテレビ
  - 109 株式会社TBSテレビ
  - 110 株式会社テレビ朝日
  - 111 株式会社テレビ東京
  - 112 株式会社フジテレビジョン
  - 113 株式会社毎日放送
  - 114 関西テレビ放送株式会社
  - 115 中京テレビ放送株式会社
  - 116 東海テレビ放送株式会社
  - 117 名古屋テレビ放送株式会社
  - 118 日本テレビ放送網株式会社
  - 119 讀賣テレビ放送株式会社
  - 120 朝日放送ラジオ株式会社
  - 121 株式会社ラジオ大阪
  - 122 株式会社MBSラジオ
  - 123 株式会社CBCラジオ
  - 124 株式会社TBSラジオ
  - 125 株式会社日経ラジオ社
  - 126 株式会社ニッポン放送
  - 127 株式会社文化放送
  - 128 東海ラジオ放送株式会社